# Fonteferrea minutissima
Fonteferrea minutissima é uma espécie de aranha, a única do gênero Fonteferrea, que por sua vez é o único da família Fonteferreidae. A única espécime foi encontrada em Algarves, ao sul de Portugal, por Jörg Wunderlich em 2023.[carece de fontes?] Seu nome faz referência ao local onde foi encontrada, Fonte Ferrea, em Faro.[carece de fontes?]